# Lossless komprimering
Lossless komprimering, eller det mere danske tabsfri komprimering, er en speciel type datakomprimerings-algoritme som gør det muligt for den oprindelige data at blive genskabt uden tab af information. Modsat tillader lossy komprimering kun genskabelse af noget af den oprindelige data, hvilket så fører til at bitrate forbedres (og derfor bliver filstørrelsen også mindre).
| It | Spire Denne it-artikel er en spire som bør udbygges. Du er velkommen til at hjælpe Wikipedia ved at udvide den. |